# دوري غويانا لكرة القدم 2010
دوري غويانا لكرة القدم 2010 هو الموسم 11 من دوري غويانا لكرة القدم ‏. وهو أعلى دوري كرة قدم في غويانا، كان عدد الأندية المشاركة فيه 10، وفاز فيه Alpha United FC ‏.